# Мелетий II (патриарх Константинопольский)
Патриарх Меле́тий II (греч. Μελέτιος Β΄; умер в 1780) — епископ Константинопольской православной церкви. Вселенский патриарх (1768—1769).

## Биография
Родился на острове Тенедос.
В 1750 году избран митрополитом Ларисским.
В 1768 году Священным синодом Константинопольской церкви избран патриархом. Во время восстания 1769 года смещён с патриаршего престола и отправлен в ссылку в Митилини.
В 1775 году с разрешения османского султана Мустафы III вернулся на Тенедос, а в 1777 году — в Константинополь.
Умер в 1780 году в Константинополе. Предположительно, похоронен на его родном острове Тенедос.